# Miro Kępiński
Miro Kępiński lub Miro Kepinski, właśc. Mirosław Kępiński (ur. 27 lipca 1980 w Mławie) – polski kompozytor muzyki filmowej i elektronicznej pochodzący z Mławy, obecnie (rok 2020) mieszkający w Los Angeles (Kalifornia, USA), producent, performer. Niefilmową muzykę elektroniczną wydaje również pod aliasem Tanana. Działalność artystyczna muzyka jest wspierana przez rodzinne miasto Mławę. Za muzykę skomponowaną do filmu „The Wounds We Cannot See” (debiutancki album) zdobył wiele nagród w Stanach Zjednoczonych i Indiach (m.in. Best Original Music/Score podczas gali Los Angeles Independent Film Festival Awards, Award of Recognition – Music Score podczas wręczania Hollywood International Independent Documentary Awards). Jako muzyk i kompozytor brał udział w projektach performatywnych (m.in projekt Sesilus, Festiwal Kina Niemego, Festiwal Warszawski Niewinni Czarodzieje, Męskie Granie czy Off Camera). Nagrodzony za muzykę do dramatu „In This Gray Place” na Polish Film Festival 2018 w Los Angeles. Nominowany do Fryderyka 2020.

## Dyskografia
Albumy
| Tytuł                    | Dane dot. albumu                                                               |
| ------------------------ | ------------------------------------------------------------------------------ |
| The Wounds We Cannot See | - Data: 18 marca 2016 - Wydawca: wydanie własne                                |
| In This Gray Place       | - Data: 3 lipca 2019 - Wydawca: wydanie własne / Kayax Production & Publishing |

Minialbumy
| Tytuł             | Dane dot. albumu                                                  |
| ----------------- | ----------------------------------------------------------------- |
| Be There          | - Data: 6 marca 2015 - Wydawca: wydanie własne - alias: MIRO      |
| Star              | - Data: 18 grudnia 2015 - Wydawca: wydanie własne - alias: Tanana |
| Primal Time       | - Data: 26 lutego 2016 - Wydawca: wydanie własne                  |
| The Kraken        | - Data: 27 maja 2016 - Wydawca: wydanie własne                    |
| Endless Sacrifice | - Data: 13 września 2016 - Wydawca: wydanie własne                |
| Deep Trip         | - Data: 17 października 2016 - Wydawca: wydanie własne            |
| Happy Birthday    | - Data: 14 sierpnia 2017 - Wydawca: wydanie własne                |

Single
| Tytuł                           | Dane dot. albumu                                                   |
| ------------------------------- | ------------------------------------------------------------------ |
| Dawn                            | - Data: 14 marca 2015 - Wydawca: wydanie własne                    |
| Up                              | - Data: 31 grudnia 2015 - Wydawca: wydanie własne - alias: Tanana  |
| Teslanation                     | - Data: 11 marca 2016 - Wydawca: wydanie własne - alias: Tanana    |
| Shaped                          | - Data: 28 marca 2016 - Wydawca: wydanie własne                    |
| Elementi (Elementi / Diagnosis) | - Data: 26 kwietnia 2016 - Wydawca: wydanie własne                 |
| Situation ft. Steve Krolikowski | - Data: 29 kwietnia 2016 - Wydawca: wydanie własne - alias: Tanana |
| Where are You?                  | - Data: 31 października 2016 - Wydawca: wydanie własne             |
| 一                              | - Data: 2 grudnia 2016 - Wydawca: wydanie własne                   |